# NGC 197
NGC 197 è una galassia a spirale situata nella costellazione della Balena.

## Descrizione
Alcuni autori classificano questa galassia come lenticolare, ma le recenti immagini riprese nel corso dell'indagine SDSS fanno intravedere una possibile barra centrale e almeno un braccio di spirale.

## Scoperta
NGC 197 è stata scoperta il 16 ottobre 1863 dall'astronomo tedesco Albert Marth.

## Gruppo di NGC 192
NGC 197 fa parte del Gruppo di NGC 192, un raggruppamento che contiene almeno altre cinque galassie: NGC 173, NGC 192, NGC 196, NGC 201 e NGC 237.
Quattro delle galassie di questo gruppo (NGC 192, NGC 196, NGC 197 e NGC 201) sono incluse anche nella raccolta Hickson Compact Group (HGC), dove sono registrate con il numero HCG 7.